# Mot komiks
Mot komiks s.r.o. (do roku 2005 Stable & Němeček s.r.o.) je české knižní nakladatelství zaměřené na vydávání komiksů. V roce 2000 ho založili Ivan Stable a Jakub Němeček se záměrem specializovat se na to nejlepší ze světové (i české) komiksové literatury. Zaměřují se především na francouzské komiksy a činnost se jim stále daří, přestože vydávají průměrně jen 5 knih ročně. V roce 2008 Mot přerušil vydavatelskou činnost, avšak o rok později se vrátil do aktivního působení.

## Výběr z titulů
- série Donžon (Lewis Trondheim, Francie)
- série Oskar Ed (Branko Jelinek, Slovensko)
- antologie Exit (Thomas Ott, Švýcarsko)
- Cinema Panopticum (Thomas Ott, Švýcarsko)
- série Světla Amalu (Gibelin a Wendlingová, Francie)
- série Pan Ovocňák (Nicolas de Crécy, Francie)
- série Padoucnice (David B.)
- antologie Inserminátor (kolektiv autorů, Česko)
- časopis Pot (kolektiv autorů, různé země)
- antologie Kontraband – kniha komiksů na náměty písní skupiny Traband